# Tsaraphycis
Tsaraphycis is een geslacht van vlinders van de familie snuitmotten (Pyralidae).

## Soorten
- T. mimeticella (Staudinger, 1879)
- T. philippella Viette, 1970